# ARHGAP1
ARHGAP1 (англ. Rho GTPase activating protein 1) – білок, який кодується однойменним геном, розташованим у людей на короткому плечі 11-ї хромосоми. Довжина поліпептидного ланцюга білка становить 439 амінокислот, а молекулярна маса — 50 436.
| 10         |  | 20         |  | 30         |  | 40         |  | 50         |
| ---------- |  | ---------- |  | ---------- |  | ---------- |  | ---------- |
| MDPLSELQDD |  | LTLDDTSEAL |  | NQLKLASIDE |  | KNWPSDEMPD |  | FPKSDDSKSS |
| SPELVTHLKW |  | DDPYYDIARH |  | QIVEVAGDDK |  | YGRKIIVFSA |  | CRMPPSHQLD |
| HSKLLGYLKH |  | TLDQYVESDY |  | TLLYLHHGLT |  | SDNKPSLSWL |  | RDAYREFDRK |
| YKKNIKALYI |  | VHPTMFIKTL |  | LILFKPLISF |  | KFGQKIFYVN |  | YLSELSEHVK |
| LEQLGIPRQV |  | LKYDDFLKST |  | QKSPATAPKP |  | MPPRPPLPNQ |  | QFGVSLQHLQ |
| EKNPEQEPIP |  | IVLRETVAYL |  | QAHALTTEGI |  | FRRSANTQVV |  | REVQQKYNMG |
| LPVDFDQYNE |  | LHLPAVILKT |  | FLRELPEPLL |  | TFDLYPHVVG |  | FLNIDESQRV |
| PATLQVLQTL |  | PEENYQVLRF |  | LTAFLVQISA |  | HSDQNKMTNT |  | NLAVVFGPNL |
| LWAKDAAITL |  | KAINPINTFT |  | KFLLDHQGEL |  | FPSPDPSGL  |  |            |

A: Аланін

C: Цистеїн

D: Аспарагінова кислота

E: Глутамінова кислота

F: Фенілаланін

G: Гліцин

H: Гістидин

I: Ізолейцин

K: Лізин

L: Лейцин

M: Метіонін

N: Аспарагін

P: Пролін

Q: Глутамін

R: Аргінін

S: Серин

T: Треонін

V: Валін

W: Триптофан

Кодований геном білок за функціями належить до активаторів гтфаз, фосфопротеїнів. 
Задіяний у такому біологічному процесі, як ацетилювання. 
Локалізований у цитоплазмі.